# Vølundkvadet
Vølundkvadet (eller Völundarkviða) er et digt fra Den ældre Edda  baseret på germanske sagn om mestersmeden Vølund. Digtet beskriver tabt kærlighed og dybt savn, men også had og brutal hævn.
Det findes flere versioner af myten, men i Den ældre Edda finder vi følgende historie:
Smeden Vølund var søn af en "finnekonge", og boede sammen med sine to brødre i Ulvedalene. Han forlades af sin elskede Hervor, og sidder tilbage og smeder ringe, mens han tænker på sin tabte kærlighed. En nat tages han til fange af kong Nidud og ført ud på en holm. Den onde dronning sørger for, at Vølunds sener skæres over ved knæet, så han ikke kan flygte. En armring som Vølund har smedet til sin kæreste, tages fra ham og gives til kongedatteren Bodvild. Efter at Vølund en tid har smedet kostbarheder for kong Nidud, tager han hævn over kongen ved at dræbe hans to sønner og smede smukke skåle af deres hovedskaller. Han voldtager Bodvild og gør hende gravid. Dette fortæller Vølund hoverende til kong Nidud, før han flygter fra stedet med et par vinger, han har smedet sig.
Vølundkvadet skal være blevet til i Hålogaland under stærk påvirkning af angelsaksiske digte. Forskningstraditionen vedrørende Edda-digtningen har diskuteret, hvorvidt Vølundkvadet hører hjemme blandt gude- eller heltedigtene. Nyere forskning har placeret digtet blandt gudedigtene, da hovedpersonen er en alf og dermed anses at høre hjemme i gudeverdenen.
I historien om Vølund genkendes figuren Daidalos fra græsk mytologi – smeden, som blev taget til fange af kongen på Kreta, men efter en tids fangenskab fløj af sted til frihed ved hjælp af selvlavede vinger. Mytologisk trækker denne figur også på figurerne Hefaistos og Vulkan.
Digtet er overleveret i det såkaldte Codex regius, "Den kongelige bog", som befandt sig i København indtil april 1971, da den sammen med Flatøbogen blev sejlet tilbage til ophavslandet Island med fregatten Vædderen, og opbevares nu ved Árni Magnússon-instituttet i Reykjavík.